# Lagos del Norte
Lagos del Norte es una localidad uruguaya del departamento de Rivera.

## Ubicación
La localidad se encuentra situada en la zona norte del departamento de Rivera, junto al arroyo Cuñapirú, próximo y al sureste de la ciudad de Rivera. Se accede a ella desde la ruta 27 a la altura de su km 7,5.

## Población
Según el censo de 2011, la localidad contaba con una población de 291 habitantes.
| 70            | 12 | 3 | 81 | 178 | 291 |
| (Fuente: INE) |    |   |    |     |     |